# Otto Flake
Otto Flake, född 29 oktober 1882 i Metz, död 10 november 1963 i Baden-Baden, var en tysk författare.
Flake var filosof och kulturkritiker lika mycket som berättare. Han har i sina romaner Horns Ring (1916), Das Logbuch (1917), Nein und Ja (1920), Ruland (1922) samt Es ist Zeit (1929) tagit upp Europas aktuella problem till behandling i demokratisk och internationell anda. Flake har också utgett en rad kunskapsteoretiska och filosofiska arbeten.
Inget av Otto Flakes verk är inte översatt till svenska (2022).